# 2025年カナダグランプリ
2025年カナダグランプリ（英: 2025 Canadian Grand Prix、正式名称: Formula 1 Pirelli Grand Prix du Canada 2025）は、2025年のF1世界選手権の第10戦として、2025年6月15日にジル・ヴィルヌーヴ・サーキットで開催された。
本項目に記載されている時刻は全て現地時間（EDT / UTC-4）。

## 背景
タイヤ
ピレリが持ち込んだドライ用タイヤのコンパウンドはハード（白）：C4、ミディアム（黄）：C5、ソフト（赤）：C6の組み合わせで、前年より1段階ソフト寄りに変更された。本年から導入された「C6」を使用するのは第7戦エミリア・ロマーニャGP、第8戦モナコGPに続いて3戦目である。
| ドライ用   | ドライ用       | ドライ用   | ウェット用           | ウェット用   |
| C4         | C5             | C6         | インターミディエイト | フルウェット |
| ---------- | -------------- | ---------- | -------------------- | ------------ |
| （ハード） | （ミディアム） | （ソフト） | （小雨用）           | （大雨用）   |
DRS：3箇所
※（　）内は検知ポイント
- DRS1：ターン7の95m先から（ターン5の15m先）
- DRS2：ターン12の155m手前から（ターン9の110m先）
- DRS3：ターン14の70m先から（DRS2と同様）

節目となるレース / 特別カラーリング
- 2021年にF1デビューした角田裕毅は、本GPで100戦目の参加となる。これに合わせてヘルメットの柄を左右に分け、片側はデビュー当時のデザインが採用された。上部には「100th Grand Prix」の文字が飾られるとともに、カナダを示すメープルリーフが添えられる。
- ハースはF1参戦200戦目を記念して、参戦初年度（2016年）のVF-16で採用されていたグレー、ブラック、レッドのカラーリングをVF-25に施す。

## エントリー
レギュラードライバー
- アストンマーティン：手と手首に痛みを訴え、前戦スペインGPの決勝を欠場したランス・ストロールが手術を終えて復帰する。

## フリー走行

### FP1
2025年6月13日 13:30
（特記のない出典：）
- 気温16度、路面温度40度、晴、ドライ

右手首の痛みにより前戦スペインGPの決勝を欠場したランス・ストロールは、無事に母国グランプリで復帰を果たした。開始14分にシャルル・ルクレールがターン3で曲がりきれずクラッシュしたため、赤旗中断となる。トップタイムはマックス・フェルスタッペンが記録し、ウィリアムズ勢が2-3番手につけるが、フェルスタッペンから13番手のアンドレア・キミ・アントネッリまでは1秒以内の僅差であった。

### FP2
2025年6月13日 17:00
（特記のない出典：）
- 気温19度、路面温度41度、晴、ドライ

FP1でクラッシュしたルクレールは、サバイバルセルの交換が必要となったためこのセッションの参加を見合わせた。ストロールはターン7で左フロントタイヤをウォールに接触させ、フロントサスペンションに損傷を負ってマシンを止めたため、満足な走行はできなかった。キック・ザウバーを除く全チームが2セットしかないハードタイヤでの走行を行わず温存した。トップタイムはジョージ・ラッセルが記録し、FP1で計測機器を付けて走行したマクラーレン勢はランド・ノリスが2番手、オスカー・ピアストリが6番手に順位を上げた。7番手のカルロス・サインツまではメルセデス製PUを使用するドライバーが占めた。

### FP3
2025年6月14日 12:30
（特記のない出典：）
- 気温20度、路面温度44度、晴、ドライ

ハードタイヤは1周のみの「皮剥き」で使うチームがあるくらいで、ほとんどはソフトやミディアムでの走行だった。オスカー・ピアストリが右リアタイヤを最終シケインの壁「チャンピオンズ・ウォール」に接触させてデブリがばらまかれ、そのすぐ後方でニコ・ヒュルケンベルグがスピンしてしまい、赤旗中断となった。この際に角田裕毅が手負いのピアストリを追い越してしまい、予選直前に10グリッド降格のペナルティが科せられた。角田は終盤までのほとんどを走行できず最下位に終わり、予選に不安を残した。トップタイムはノリスが記録した。

### 各セッションの順位
| 順位   | ドライバー         | コンストラクター | タイム   |
| ------ | ------------------ | ---------------- | -------- |
| 1      | M.フェルスタッペン | レッドブル       | 1:13.193 |
| 2      | A.アルボン         | ウィリアムズ     | 1:13.232 |
| 3      | C.サインツ         | ウィリアムズ     | 1:13.275 |
| 4      | G.ラッセル         | メルセデス       | 1:13.535 |
| 5      | L.ハミルトン       | フェラーリ       | 1:13.620 |
| 出典： |                    |                  |          |

| 順位   | ドライバー       | コンストラクター             | タイム   |
| ------ | ---------------- | ---------------------------- | -------- |
| 1      | G.ラッセル       | メルセデス                   | 1:13.535 |
| 2      | L.ノリス         | マクラーレン                 | 1:12.151 |
| 3      | A.K.アントネッリ | メルセデス                   | 1:12.411 |
| 4      | A.アルボン       | ウィリアムズ                 | 1:12.445 |
| 5      | F.アロンソ       | アストンマーティン・アラムコ | 1:12.458 |
| 出典： |                  |                              |          |

| FP3 \| 順位 \| ドライバー \| コンストラクター \| タイム \| \| ---------- \| ------------------ \| ---------------- \| -------- \| \| 1 \| L.ノリス \| マクラーレン \| 1:11.799 \| \| 2 \| C.ルクレール \| フェラーリ \| 1:11.877 \| \| 3 \| G.ラッセル \| メルセデス \| 1:11.950 \| \| 4 \| L.ハミルトン \| フェラーリ \| 1:12.050 \| \| 5 \| M.フェルスタッペン \| レッドブル \| 1:12.072 \| \| 出典：[17] \| \| \| \| | - 注: いずれもトップ5まで掲載。 |                  |          |
| 順位 | ドライバー                      | コンストラクター | タイム   |
| 1 | L.ノリス                        | マクラーレン     | 1:11.799 |
| 2 | C.ルクレール                    | フェラーリ       | 1:11.877 |
| 3 | G.ラッセル                      | メルセデス       | 1:11.950 |
| 4 | L.ハミルトン                    | フェラーリ       | 1:12.050 |
| 5 | M.フェルスタッペン              | レッドブル       | 1:12.072 |
| 出典： |                                 |                  |          |

## 予選
2025年6月14日 16:00
（特記のない出典：）
- 気温21度、路面温度44度、晴、ドライ

ジョージ・ラッセルが今季初のポールポジションを獲得した。2番手はマックス・フェルスタッペンが入り、前戦スペインGPで接触した両者がミディアムタイヤで2年連続のフロントローに並んだ。コンストラクターズランキング首位を独走するマクラーレンはオスカー・ピアストリがラッセルとフェルスタッペンに次ぐ3番手を確保したが、ランド・ノリスは7番手となった。
Q1が残り5分30秒となったところでアレクサンダー・アルボンのリアカウルが破損してデブリがコース上に散乱されたため、赤旗中断となるアクシデントがあったが、アルボンはQ3進出を果たし、10番手に入っている。
角田裕毅は11番手でQ3進出を果たせず、予選直前に10グリッド降格ペナルティが科せられたため、最後尾グリッドが確定した。アイザック・ハジャーはQ1でカルロス・サインツのアタックを妨害したため、3グリッド降格ペナルティが科せられた。この妨害によりサインツはQ1で敗退した。
リアム・ローソンとピエール・ガスリーは予選後のパルクフェルメ下でパワーユニットを交換したことにより、決勝はピットレーンスタートとなった。これにより、最後尾スタートの角田は18番グリッドから決勝をスタートする。

### 予選結果
| 順位                                            | No. | ドライバー                     | コンストラクター                        | Q1       | Q2       | Q3       | Grid |
| ----------------------------------------------- | --- | ------------------------------ | --------------------------------------- | -------- | -------- | -------- | ---- |
| 1                                               | 63  | ジョージ・ラッセル             | メルセデス                              | 1:12.075 | 1:11.570 | 1:10.899 | 1    |
| 2                                               | 1   | マックス・フェルスタッペン     | レッドブル-ホンダ・RBPT                 | 1:12.054 | 1:11.638 | 1:11.059 | 2    |
| 3                                               | 81  | オスカー・ピアストリ           | マクラーレン-メルセデス                 | 1:11.939 | 1:11.715 | 1:11.120 | 3    |
| 4                                               | 12  | アンドレア・キミ・アントネッリ | メルセデス                              | 1:12.279 | 1:11.974 | 1:11.391 | 4    |
| 5                                               | 44  | ルイス・ハミルトン             | フェラーリ                              | 1:11.952 | 1:11.885 | 1:11.526 | 5    |
| 6                                               | 14  | フェルナンド・アロンソ         | アストンマーティン・アラムコ-メルセデス | 1:12.073 | 1:11.805 | 1:11.586 | 6    |
| 7                                               | 4   | ランド・ノリス                 | マクラーレン-メルセデス                 | 1:11.826 | 1:11.599 | 1:11.625 | 7    |
| 8                                               | 16  | シャルル・ルクレール           | フェラーリ                              | 1:12.038 | 1:11.626 | 1:11.682 | 8    |
| 9                                               | 6   | アイザック・ハジャー           | レーシングブルズ-ホンダ・RBPT           | 1:12.211 | 1:12.003 | 1:11.867 | 12 1 |
| 10                                              | 23  | アレクサンダー・アルボン       | ウィリアムズ-メルセデス                 | 1:12.090 | 1:11.892 | 1:11.907 | 9    |
| 11                                              | 22  | 角田裕毅                       | レッドブル-ホンダ・RBPT                 | 1:12.334 | 1:12.102 | n/a      | 18 2 |
| 12                                              | 43  | フランコ・コラピント           | アルピーヌ-ルノー                       | 1:12.234 | 1:12.142 | n/a      | 10   |
| 13                                              | 27  | ニコ・ヒュルケンベルグ         | キック・ザウバー-フェラーリ             | 1:12.323 | 1:12.183 | n/a      | 11   |
| 14                                              | 87  | オリバー・ベアマン             | ハース-フェラーリ                       | 1:12.306 | 1:12.340 | n/a      | 13   |
| 15                                              | 31  | エステバン・オコン             | ハース-フェラーリ                       | 1:12.378 | 1:12.634 | n/a      | 14   |
| 16                                              | 5   | ガブリエル・ボルトレト         | キック・ザウバー-フェラーリ             | 1:12.385 | n/a      | n/a      | 15   |
| 17                                              | 55  | カルロス・サインツ             | ウィリアムズ-メルセデス                 | 1:12.398 | n/a      | n/a      | 16   |
| 18                                              | 18  | ランス・ストロール             | アストンマーティン・アラムコ-メルセデス | 1:12.517 | n/a      | n/a      | 17   |
| 19                                              | 30  | リアム・ローソン               | レーシングブルズ-ホンダ・RBPT           | 1:12.525 | n/a      | n/a      | PL 3 |
| 20                                              | 10  | ピエール・ガスリー             | アルピーヌ-ルノー                       | 1:12.667 | n/a      | n/a      | PL 4 |
| 107% time（Q1のトップタイムから107%）: 1:16.853 |     |                                |                                         |          |          |          |      |
| 出典:                                           |     |                                |                                         |          |          |          |      |

追記
- ^1 - ハジャーはQ1において、ターン6でサインツのアタックを妨害したため、3グリッド降格ペナルティが科せられた[19][23]。
- ^2 - 角田はFP3において、赤旗掲示中にピアストリをオーバーテイクしたため、10グリッド降格ペナルティとペナルティポイント2点（累積2点）が科せられた[14][24]。
- ^3 - ローソンはパルクフェルメ下で年間上限を超えるパワーユニットのエレメント（5基目のICE（エンジン） / TC（ターボチャージャー） / MGU-H、3基目のES（エナジーストア） / CE（コントロールエレクトロニクス）が該当[注 3] ）に交換し、サスペンションのセッティングを変更したため、決勝はピットレーンからスタートする[20][26]。
- ^4 - ガスリーはパルクフェルメ下で年間上限を超えるパワーユニットのエレメント（3基目のES（エナジーストア） / CE（コントロールエレクトロニクス）が該当）に交換したため、決勝はピットレーンからスタートする[20][27]。

## 決勝
2025年6月15日 14:00
（特記のない出典：）
- 気温23度、路面温度50度、晴、ドライ

ジョージ・ラッセルがポール・トゥ・ウィン、かつファステストラップも記録し、今季初勝利を自身初のハットトリックで飾った。マックス・フェルスタッペンは2位を守り、4番手スタートの新人アンドレア・キミ・アントネッリは好スタートを決めてオスカー・ピアストリを抜き、その後マクラーレン勢の猛追を受けたが、後述する同士討ちにより3位を守りきって初の表彰台に立った。18歳294日での表彰台はフェルスタッペンとランス・ストロールに次ぐ歴代3番目の若さである。
レース終盤の66周目、ランド・ノリスがターン10でピアストリを一旦オーバーテイクするも、ピアストリが抜き返す。メインストレートでノリスが強引にピアストリのインを突き、両者は接触。ノリスはウォールに突っ込んでクラッシュし、そのままリタイアとなった。この同士討ちによりセーフティカーが導入され、そのままレースは終了した。その間にラッセルが急減速してフェルスタッペンを一瞬前に行かせ、既に11点の累積ペナルティポイントを持ち、出場停止まであと1点に迫っていたフェルスタッペンのペナルティを誘った行為についてレッドブルはレース後に抗議したが、スチュワードに却下された。また、セーフティカー規則に違反した疑いで7人が審議対象となったが、全員が警告止まりで順位に影響するペナルティが科せられることはなく、裁定の内容によって入賞圏内に繰り上がる可能性があった角田裕毅は12位のまま順位が確定した。

### レース結果
| 順位                                                        | No. | ドライバー                     | コンストラクター                        | 周回数 | タイム/リタイア原因 | Grid | Pts. |
| ----------------------------------------------------------- | --- | ------------------------------ | --------------------------------------- | ------ | ------------------- | ---- | ---- |
| 1                                                           | 63  | ジョージ・ラッセル             | メルセデス                              | 70     | 1:31:52.688         | 1    | 25   |
| 2                                                           | 1   | マックス・フェルスタッペン     | レッドブル-ホンダ・RBPT                 | 70     | +0.228              | 2    | 18   |
| 3                                                           | 12  | アンドレア・キミ・アントネッリ | メルセデス                              | 70     | +1.014              | 4    | 15   |
| 4                                                           | 81  | オスカー・ピアストリ           | マクラーレン-メルセデス                 | 70     | +2.109              | 3    | 12   |
| 5                                                           | 16  | シャルル・ルクレール           | フェラーリ                              | 70     | +3.442              | 8    | 10   |
| 6                                                           | 44  | ルイス・ハミルトン             | フェラーリ                              | 70     | +10.713             | 5    | 8    |
| 7                                                           | 14  | フェルナンド・アロンソ         | アストンマーティン・アラムコ-メルセデス | 70     | +10.972             | 6    | 6    |
| 8                                                           | 27  | ニコ・ヒュルケンベルグ         | キック・ザウバー-フェラーリ             | 70     | +15.364             | 11   | 4    |
| 9                                                           | 31  | エステバン・オコン             | ハース-フェラーリ                       | 69     | +1 Lap              | 14   | 2    |
| 10                                                          | 55  | カルロス・サインツ             | ウィリアムズ-メルセデス                 | 69     | +1 Lap              | 16   | 1    |
| 11                                                          | 87  | オリバー・ベアマン             | ハース-フェラーリ                       | 69     | +1 Lap              | 13   |      |
| 12                                                          | 22  | 角田裕毅                       | レッドブル-ホンダ・RBPT                 | 69     | +1 Lap              | 18   |      |
| 13                                                          | 43  | フランコ・コラピント           | アルピーヌ-ルノー                       | 69     | +1 Lap              | 10   |      |
| 14                                                          | 5   | ガブリエル・ボルトレト         | キック・ザウバー-フェラーリ             | 69     | +1 Lap              | 15   |      |
| 15                                                          | 10  | ピエール・ガスリー             | アルピーヌ-ルノー                       | 69     | +1 Lap              | PL   |      |
| 16                                                          | 6   | アイザック・ハジャー           | レーシングブルズ-ホンダ・RBPT           | 69     | +1 Lap              | 12   |      |
| 17                                                          | 18  | ランス・ストロール             | アストンマーティン・アラムコ-メルセデス | 69     | +1 Lap              | 17   |      |
| 18†                                                         | 4   | ランド・ノリス                 | マクラーレン-メルセデス                 | 66     | 接触 1              | 7    |      |
| Ret                                                         | 30  | リアム・ローソン               | レーシングブルズ-ホンダ・RBPT           | 53     | オーバーヒート      | PL   |      |
| Ret                                                         | 23  | アレクサンダー・アルボン       | ウィリアムズ-メルセデス                 | 46     | エンジン            | 9    |      |
| 優勝スピード（勝者ラッセルの平均速度）: 199.353 km/h        |     |                                |                                         |        |                     |      |      |
| ファステストラップ: ジョージ・ラッセル - 1:14.119（63周目） |     |                                |                                         |        |                     |      |      |
| 出典:                                                       |     |                                |                                         |        |                     |      |      |

追記
- ^† - リタイアだが、90%以上の距離を走行したため規定により完走扱い。
- ^1 - ノリスはスタート / フィニッシュラインでピアストリと接触した件の責任を問われ、5秒のタイムペナルティ（接触直後にリタイアしたが完走扱いとなったため、レースタイムに5秒加算）が科せられた[37]。

ラップリーダー
※ 太字は最多ラップリーダー
- ジョージ・ラッセル - 43周 (1-12, 29-41, 53-70)
- アンドレア・キミ・アントネッリ - 1周 (13)
- オスカー・ピアストリ - 5周 (14-15, 42-44)
- ランド・ノリス - 15周 (16-28, 45-46)
- シャルル・ルクレール - 6周 (47-52)

## 主な記録
（特記のない出典：）

### ドライバー
- 初ハットトリック[注 4]：ジョージ・ラッセル[40] - 史上50人目[41]
- 20回目の表彰台：ジョージ・ラッセル
- 初表彰台：アンドレア・キミ・アントネッリ[42] - 史上217人目[43]。18歳294日での表彰台はマックス・フェルスタッペンとランス・ストロールに次ぐ歴代3番目の若さ[44]。
- 100戦目の参加：角田裕毅[4][注 2]

### コンストラクター
- 通算130勝：メルセデス
- 100戦目の出走：アルピーヌ
- 200戦目の出走：ハース

### エンジン
- 通算230勝：メルセデス

## 第10戦終了時点のランキング
|       | 順位 | ドライバー                 | ポイント |
| ----- | ---- | -------------------------- | -------- |
|       | 1    | オスカー・ピアストリ       | 198      |
|       | 2    | ランド・ノリス             | 176      |
|       | 3    | マックス・フェルスタッペン | 155      |
|       | 4    | ジョージ・ラッセル         | 136      |
|       | 5    | シャルル・ルクレール       | 104      |
| 出典: |      |                            |          |

|       | 順位 | コンストラクター        | ポイント |
| ----- | ---- | ----------------------- | -------- |
|       | 1    | マクラーレン-メルセデス | 374      |
| 1     | 2    | メルセデス              | 199      |
| 1     | 3    | フェラーリ              | 183      |
|       | 4    | レッドブル-ホンダ・RBPT | 162      |
|       | 5    | ウィリアムズ-メルセデス | 55       |
| 出典: |      |                         |          |

- 注：いずれもトップ5まで掲載。